# Aliyah (catch)
Pour l’article ayant un titre homophone, voir Aliyah (homonymie).
 (juillet 2021).
Nhooph Al-Areebi (née le 23 novembre 1994 à Toronto, Ontario) est une catcheuse (lutteuse professionnelle) canadienne. Elle est connue pour son travail à la World Wrestling Entertainment, sous le nom d'Aliyah.

## Jeunesse
Nhooph Al-Areebi est née à Toronto, en Ontario. 
Elle est d'origine arabe et a grandi dans une famille stricte et conservatrice,. En 2012, elle est diplômée de la St. Joseph's College School et a ensuite fréquenté le George Brown College, où elle a fait des études pour devenir infirmière. Elle a également fréquenté une école de cirque.

## Carrière

### Circuit Indépendant (2013-2015)
Al-Areebi a lutté sur le circuit indépendant sous le nom de ring Jasmin Areebi, faisant ses débuts pour la Squared Circle Wrestling (SCW) à Toronto en janvier 2013. Elle a lutté pour diverses promotions au Canada et aux États-Unis, comme la Pure Wrestling Association (PWA), la Absolute Intense Wrestling (AIW) et la New England Championship Wrestling (NECW).

### World Wrestling Entertainment(2015-2023)

#### NXT(2015-2021)

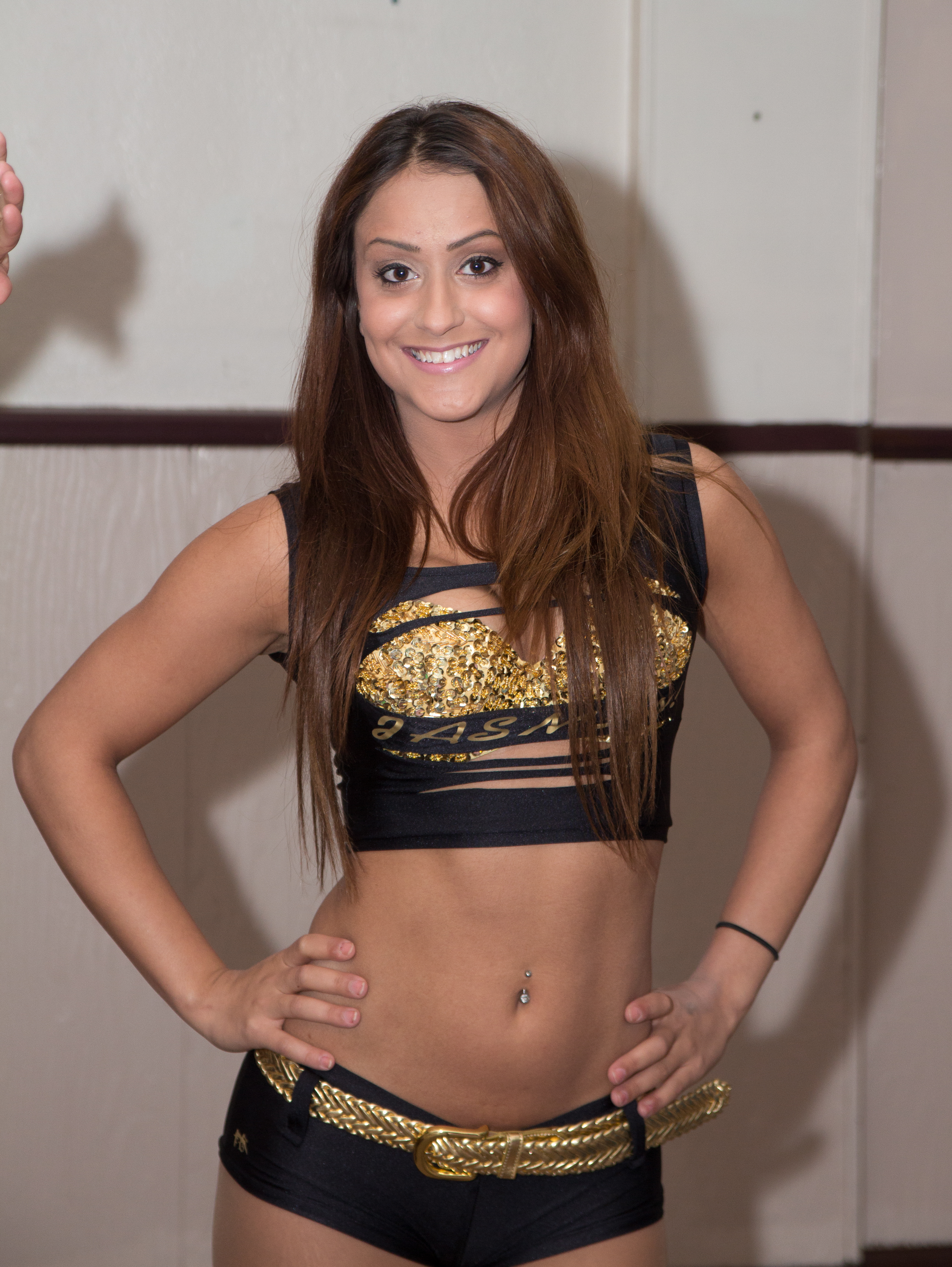
Aliyah en 2015.

Le 13 avril 2015, elle signe officiellement avec la World Wrestling Entertainment. Le 20 mai à NXT TakeOver: Unstoppable, elle fait ses débuts sous le nom de Jasmin et en tant que Heel aux côtés de Liv Morgan et Dasha Fuentes qui accompagnent Tyler Breeze, mais ce dernier perd face au Demon King Finn Bálor.
Le 13 janvier 2016 à NXT, elle dispute son premier match, mais ne remporte pas la Battle Royal, gagnée par Carmella, et ne devient pas aspirante no 1 au titre féminin de NXT. 
Le 31 août à NXT, elle change son apparence physique, sa musique d'entrée, abandonne sa gimmick et prend comme nouveau nom Aliyah.
Le 3 janvier 2017  à SmackDown Live, elle fait ses débuts, dans le show bleu, en reperdant face à Carmella. 

#### Débuts àSmackDown, championne par équipes avec Raquel Rodriguez et renvoi (2021-2023)
Le 1er octobre à SmackDown, lors du Draft, elle est annoncée être officiellement transférée au show bleu par Sonya Deville. Le 12 novembre à SmackDown, elle fait ses débuts dans le show bleu en tant que Face,  dispute son premier match aux côtés de Naomi et Sasha Banks et ensemble, les trois catcheuses battent Natalya, Shayna Baszler et Shotzi dans un 6-Women Tag Team match. Quelques minutes plus tard, Sonya Deville lui annonce qu'elle est retirée de l'équipe féminine de la branche pour les Survivor Series.
Le 29 janvier 2022 au Royal Rumble, elle entre dans son tout premier Women's Royal Rumble match en 5e position, mais se fait éliminer par Charlotte Flair.
Le 29 août à Raw, Raquel Rodriguez et elle deviennent les nouvelles championnes par équipes en battant Damage CTRL (Dakota Kai et IYO SKY) en finale du tournoi et remportent les titres pour la première fois de leurs carrières. Quatorze soirs plus tard à Raw, elles ne conservent pas leurs ceintures, battues par leurs mêmes adversaires.
Le 11 octobre, elle souffre d'une blessure à l'épaule, ainsi qu'à une partie du torse, et doit s'absenter pendant une durée indéterminée.
Le 21 septembre 2023, elle est renvoyée par la compagnie.

### Retour sur le Circuit Indépendant (2024-...)
Le 6 octobre 2024, elle fait son retour de blessure après 2 ans d'absence à la Destiny World Wrestling, sous son vrai nom, et remporte la coupe Santino Rumble.

## Vie privée
Al-Areebi a décidé qu'elle souhaitait devenir lutteuse après avoir vu Beth Phoenix et Mickie James s'affronter lors de l'enregistrement de Raw le 5 mai 2008. Edge et Jeff Hardy sont ses lutteurs préférés.
En septembre 2015, une polémique éclate sur les réseaux sociaux à propos de commentaires raciaux publiés sur son compte Twitter plusieurs années auparavant. La WWE répond cette controverse par une déclaration où elle indique que le compte d'Al-Areebi avait été utilisé par une autre personne à l'époque.

## Palmarès
- Ground Xero Wrestling
  - 1 fois championne GXW Women's

- Great Canadian Wrestling
  - 1 fois championne GCW Women's

- Impact Pro Wrestling
  - 2 fois championne IPW Women's

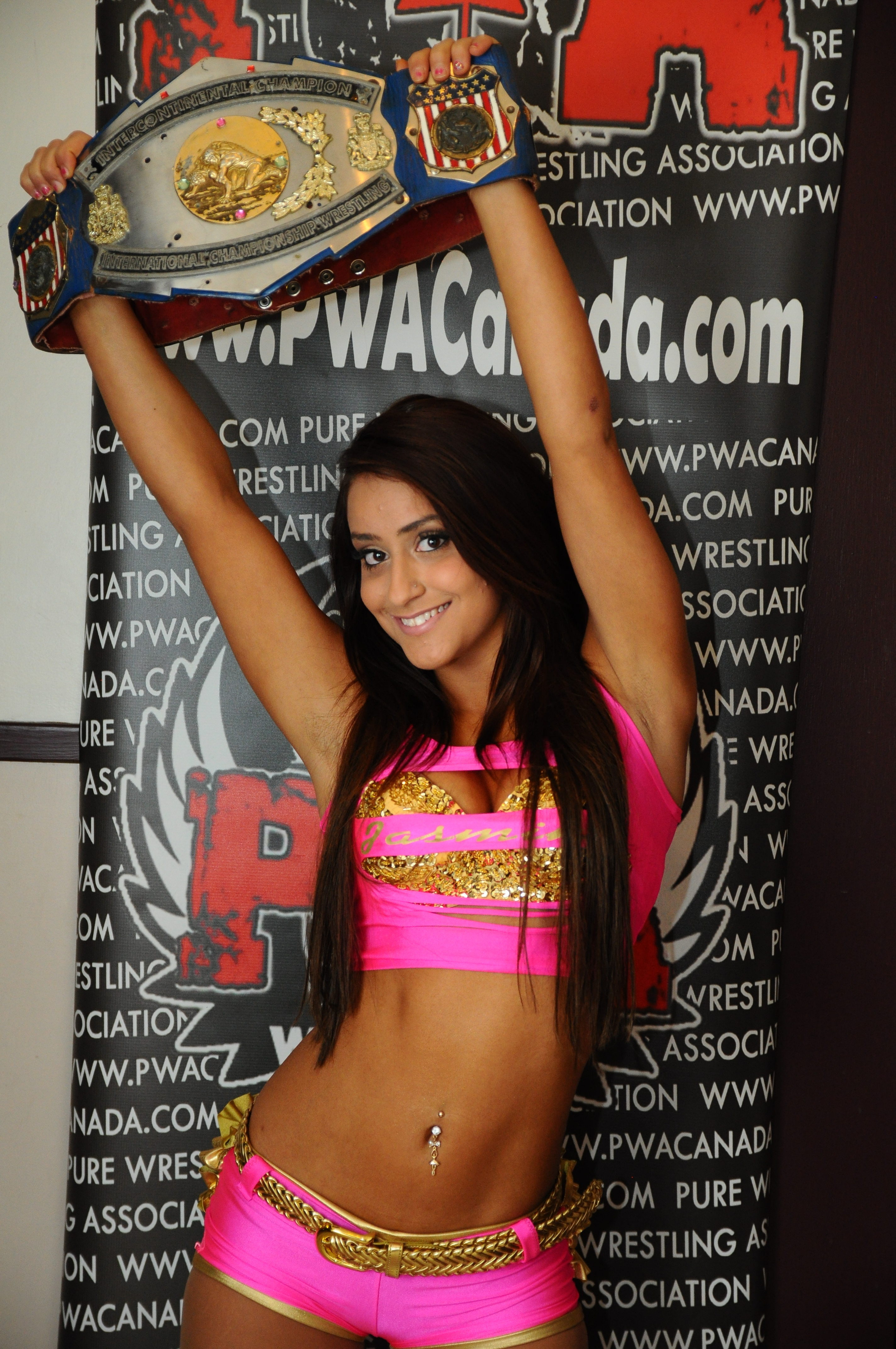
Aliyah est une fois PWA Women's Champion.

- New England Championship Wrestling
  - 1 fois championne World Women's Wrestling

- Queens of Chaos
  - 1 fois championne World Queens of Chaos

- Pure Wrestling Association
  - 1 fois championne PWA Women's

- Southland World Wrestli
  - 1 fois championne SWW Laddies'
  - 2 fois championne SWW Women's

- World Wrestling Entertainment
  - 1 fois championne par équipe de la WWE - avec Raquel Rodriguez